# Erich Barke

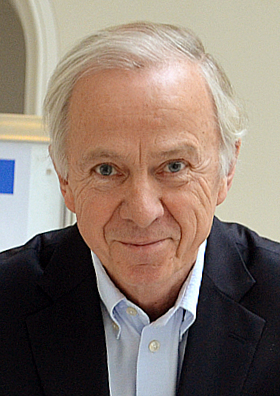
Erich Barke 2015 mit einem Modell zur Ausstellung der Bachelorarbeiten Königlicher Pferdestall an der Leibniz Universität Hannover

Erich Barke (* 28. Dezember 1946 in Hannover) ist ein deutscher emeritierter Professor für Mikroelektronik. Von 2005 bis Ende 2014 war er Präsident der Gottfried Wilhelm Leibniz Universität Hannover.

## Leben
Erich Barke besuchte die Humboldtschule Hannover. Von 1968 bis 1973 studierte er Elektrotechnik an der Technischen Universität Hannover. Nach dem Studium arbeitete er dort als wissenschaftlicher Assistent am Institut für Grundlagen der Elektrotechnik und elektrische Messtechnik. Im Anschluss an die Promotion 1978 und die Habilitation 1982 wurde er Professor auf Zeit in Hannover. Nach einer leitenden Tätigkeit bei Siemens wurde er 1990 zum Professor für den Lehrstuhl „Mikroelektronische Systeme“ an der Universität Hannover berufen. Von 2005 bis Ende 2014 war er Präsident der Universität Hannover, dazu von Januar 2013 bis Ende 2014 Präsident des Hochschulnetzwerkes Niedersächsische Technische Hochschule. Er hat die Schirmherrschaft für die hannoversche Ortsgruppe der Studenteninitiative Weitblick übernommen, die sich für einen weltweit gerechteren Bildungszugang einsetzt.
Barke ist Mitglied im Aufsichtsrat der folgenden Unternehmen:
- ESSO Deutschland GmbH, Hamburg[6]
- ExxonMobil Central Europe Holding GmbH, Hamburg[7]
- LPKF Laser & Electronics AG, Garbsen[8]
- hannoverimpuls GmbH, Hannover[9]
- Solvay GmbH, Hannover[10]